# 鈴姫みさこ
みさこ（1985年10月11日 - ）は、日本のドラマー、女性アイドル、女優、作詞家。インターネットポップロックバンド・神聖かまってちゃん、女性アイドルグループ・バンドじゃないもん!MAXX NAKAYOSHI（「鈴姫 みさこ」（すずき みさこ）名義）で活動している。

## 略歴
2008年10月、当時活動していたバンド「月曜猫」のメンバーを「with9」で募集していたところ、逆にの子に声をかけられて神聖かまってちゃんに加入。
2011年初頭、みさこを中心に「バンドじゃないもん!」（後に「バンドじゃないもん!MAXX NAKAYOSHI」に改名。）を結成。
2013年、バンドじゃないもん!に新メンバーが加入したことを機に、みさこがグループ内での名義を「鈴姫みさこ」に改名。

## 人物
神聖かまってちゃんではドラムスを担当。バンドじゃないもん!MAXX NAKAYOSHIではドラムボーカルを担当し、リーダーとしての活動も行っている。
mixi内で凛として時雨のギターボーカルのTKのコミュニティの管理人をしており、同バンドでドラムスを担当しているピエール中野とも親交がある。

## 出演
- 太字は主演。

### 映画
- 『劇場版 神聖かまってちゃん ロックンロールは鳴り止まないっ』 - 本人 役（2011年、入江悠監督）

- 『劇場版 女子の事件は、大抵トイレで起こるのだ。』 - 岡本れんげ 役[8]（2015年、白石和彌監督）

### 写真集
- 「ドアノブ少女」[9]（2010年、非モテタイムズ）

### TV番組
- ｢あのちゃんの電電電波♪｣[10](2023年、テレビ東京)